# Isabella den katolskas orden

Storkorsets ordenstecken.

Isabella den katolskas orden (spanska: Orden de Isabel la Católica), är den tredje i rang av de spanska riddarordnarna, uppkallad efter drottning Isabella I, under vilkens spanska regeringen förvärvade sina amerikanska provinser. Orden, ursprungligen i fyra klasser, instiftades den 24 mars 1815 av kung Ferdinand VII till belöning för bland annat dem, som inlagt förtjänster vid undertryckande av upproret i dessa provinser. Med orden följer personligt adelskap, med storkors titeln excellens. Ordenstecknet utgörs av ett rödemaljerat kors, med från vinklarna utgående strålar. Mittskölden föreställer de två Herkules' stoder och två krönta jordklot, det hela försett med devisen A la lealtad acrisolada ("För beprövad trohet"). Tecknet hänger vid en lagerkrans och bärs i vattrat vitt band, med orangefärgade kanter. Orden delas mestadels till dem utländska civila.
I dagens läge består orden av nio klasser:
- kedja
- storkors
- numrerad kommendör
- kommendör
- officerare
- riddare
- silverkors
- silvermedalj
- bronsmedalj